# Кравчук, Леонид Макарович
Леони́д Мака́рович Кравчу́к (укр. Леонід Макарович Кравчук; 10 января 1934, Великий Житин, Волынское воеводство — 10 мая 2022, Мюнхен) — советский и украинский партийный, государственный и политический деятель. 1-й Президент Украины (1991—1994). Герой Украины (2001). Полный кавалер ордена князя Ярослава Мудрого. Народный депутат Украины (1994—2006). Кандидат экономических наук (1970).
8 декабря 1991 года от имени Украины подписал с президентом Российской Федерации (РСФСР) Борисом Ельциным и председателем Верховного Совета Республики Беларусь Станиславом Шушкевичем Беловежские соглашения о прекращении существования СССР.
1 декабря 1991 года в первом же туре одержал победу на выборах президента Украины, набрав 61,59% голосов избирателей (19 643 481 в абсолютных значениях, что до сих пор является рекордом). Под руководством Кравчука экономика Украины испытала резкое снижение, причиной которого являлась коррупция, связанная с приватизацией промышленности советских времён. По итогу экономические проблемы привели к снижению политической популярности Кравчука. На досрочных президентских выборах 1994 года, организованных после достижения компромисса между президентом и Верховной радой, Кравчук  во втором туре потерпел поражение (несмотря на победу в первом туре) от своего бывшего премьер-министра Леонида Кучмы. 
После своего президентства Кравчук продолжал активно участвовать в украинской политике, с 1994 по 2006 год, будучи народным депутатом Украины (с 1998 года также возглавлял парламентскую фракцию СДПУ(о)), а также выступая в поддержку тех или иных кандидатов на пост президента Украины. В 2020—2022 годах, являлся председателем контактной группы по урегулированию ситуации на Донбассе. 
По результатам социологических опросов, президентство Кравчука оценивается как среднее или ниже среднего.

## Биография
Родился 10 января 1934 года в селе Великий Житин (близ Ровно) Волынского воеводства в семье крестьянина. Отец — Макар Алексеевич Кравчук (17.03.1906 — 1944) в 1930-е годы служил в польской кавалерии, в 1940-е был призван в ряды Красной Армии. Он и мать Кравчука — Ефимия Ивановна (девичья фамилия Мельничук) (6.12.1908 — 1980) работали у польских осадников. Во время Великой Отечественной войны в 1944 году рядовой 480-го стрелкового полка 152-й стрелковой дивизии 28-й армии Макар Алексеевич Кравчук погиб на фронте во время боёв за освобождение села Гать, похоронен в братской могиле в посёлке Октябрьский Гомельской области Белоруссии. Леонид воспитывался отчимом и матерью, которая умерла от инсульта в 1980 году в родном селе и там же похоронена.

### Образование и ранняя карьера
В 1953 году окончил Ровенский кооперативный техникум по специальности «Бухгалтерский учёт». В 1958 году окончил экономический факультет Киевского государственного университета по специальности «Политэкономия». Во время учёбы познакомился со студенткой экономического факультета Антониной Мишурой, на которой женился в 1957 году.
В 1958—1960 годы — преподаватель политэкономии Черновицкого финансового техникума. В 1960—1967 годы — консультант-методист Дома политпросвещения, лектор, помощник секретаря, заведующий отделом агитации и пропаганды Черновицкого обкома КПУ.
Окончил аспирантуру Академии общественных наук при ЦК КПСС, где учился в 1967—1970 годах.
Кандидат экономических наук (диссертация «Сущность прибыли при социализме и её роль в колхозном производстве»).

### Партийная карьера
В 1970—1988 годах заведующий сектором, инспектор, помощник секретаря, первый заместитель заведующего отделом, заведующий отделом агитации и пропаганды ЦК КПУ.
В марте 1980 года был избран депутатом Верховного Совета УССР.
В 1989—1990 годах заведующий идеологическим отделом, секретарь ЦК КПУ.
В конце 1980-х годов на страницах газеты «Вечерний Киев» Кравчук начинает открытую дискуссию со сторонниками украинской независимости. На фоне весьма консервативного руководства КПУ его позиция выглядит более чем умеренной.
В 1989—1990 — кандидат в члены Политбюро ЦК КПУ, секретарь ЦК Компартии Украины. В 1990—1991 годы — член Политбюро ЦК КПУ.
С июня по сентябрь 1990 года — второй секретарь ЦК КПУ.
4 марта 1990 года в первом туре первых альтернативных парламентских выборов в Украинской ССР избран депутатом Верховного совета Украинской ССР XII созыва (Верховной Рады Украины I созыва) от Ямпольского избирательного округа № 39 Винницкой области, набрал 68,69 % голосов среди 2 кандидатов, в парламенте стал членом Комиссии по вопросам культуры и духовного возрождения.
С 1990 года был членом ЦК КПСС.

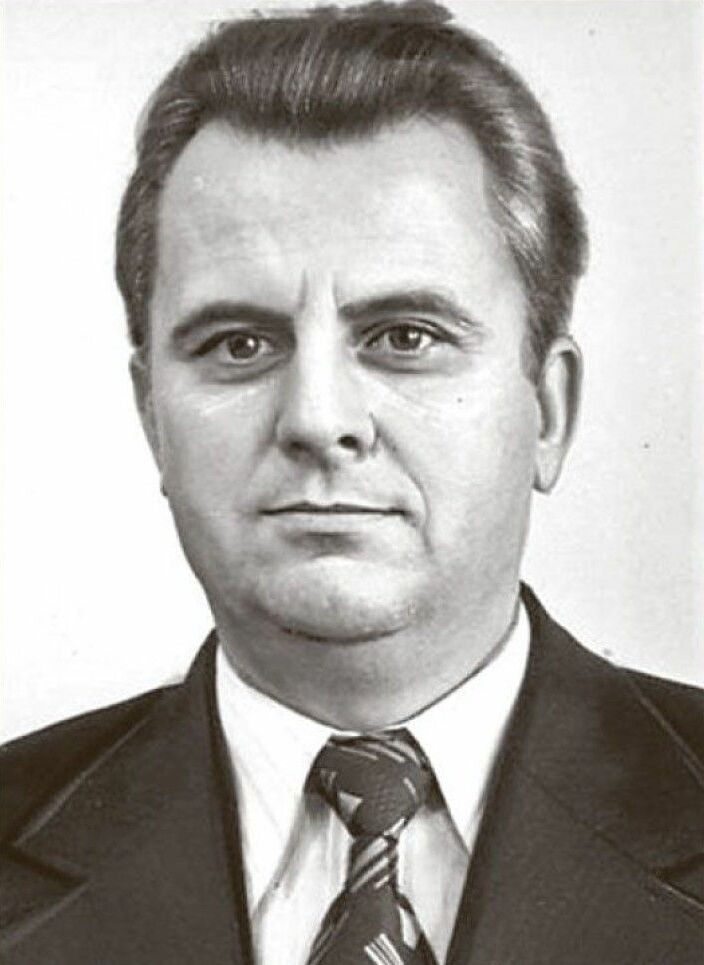
Портрет депутата Верховной рады Украины I созыва Леонида Кравчука

С 23 июля 1990 года — председатель Верховного Совета Украинской ССР.
Вышел из Коммунистической партии после Августовского путча (19—21 августа 1991) (по другим данным, формально оставался в рядах КПУ до 2002 года).
24 августа 1991 года Верховный Совет республики под председательством Леонида Кравчука принял постановление и Акт провозглашения независимости Украины.
С 24 августа по 5 декабря 1991 года — председатель Верховной рады Украины.
В ноябре 1991 года заявил, что проект нового Союзного договора не имеет перспектив и поэтому он не будет его подписывать.

### Президент Украины
Баллотировался на пост президента как беспартийный. Его поддержали как активисты уже запрещённой в то время компартии (их выдвиженец Александр Ткаченко снял свою кандидатуру в пользу Кравчука), так и часть национал-демократов, которые рекламировали председателя Верховной Рады как «отца независимости». Сыграл свою роль и искусственно созданный для главного оппонента Кравчука, Вячеслава Черновола, образ националиста.
1 декабря 1991 года Леонид Кравчук был избран президентом Украины на первых прямых президентских выборах, набрав 61,6 % голосов. К исполнению обязанностей президента приступил 5 декабря.

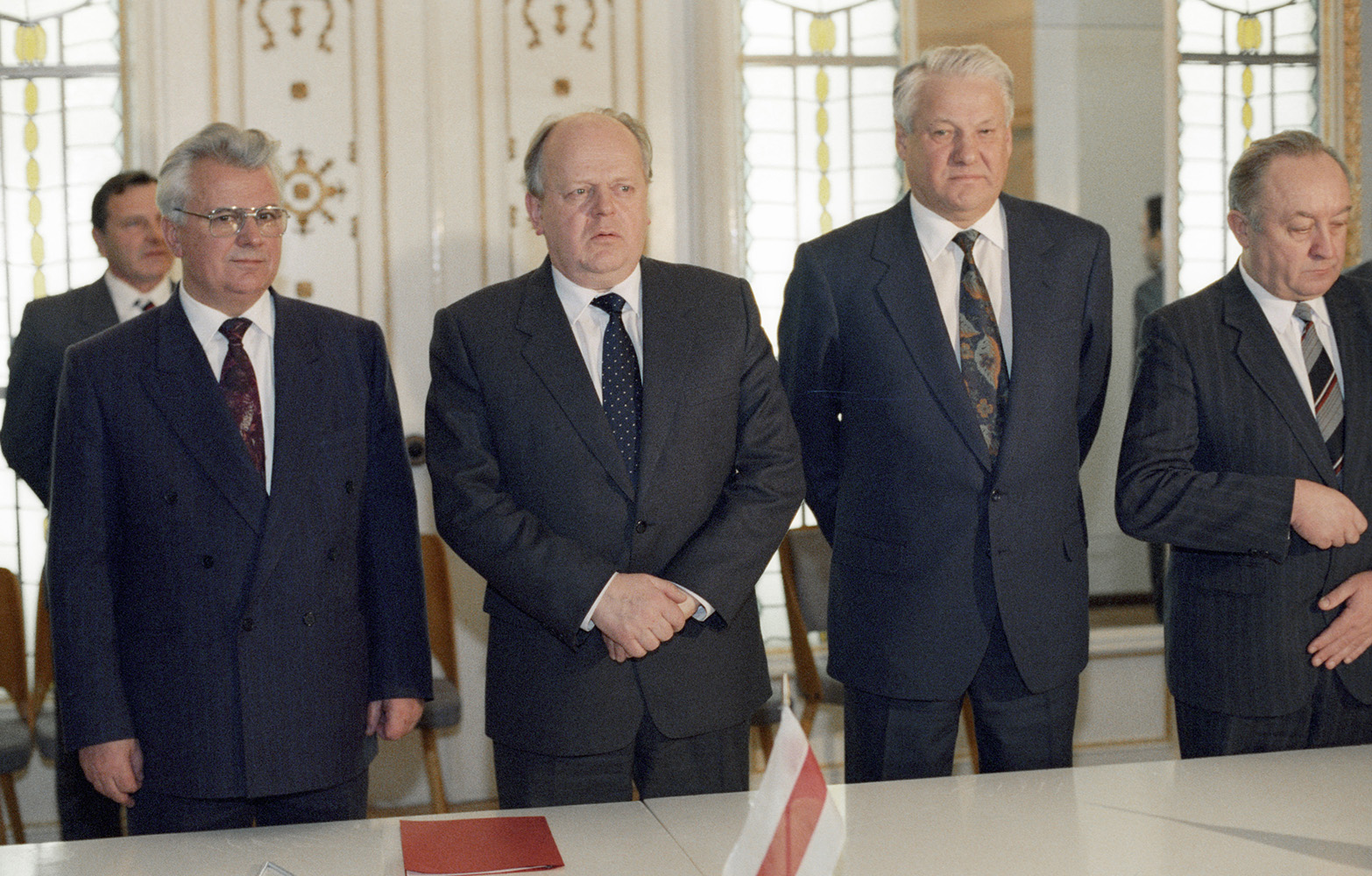
Леонид Кравчук, Станислав Шушкевич, Борис Ельцин, Вячеслав Кебич. 1991 год

8 декабря 1991 года от имени Украины подписал с президентом Российской Федерации (РСФСР) Борисом Ельциным и председателем Верховного Совета Республики Беларусь Станиславом Шушкевичем Беловежское соглашение о прекращении существования СССР. Через два дня Верховный Совет Украины c оговорками ратифицировал соглашение.
19 июня 1992 года Кравчук подписал закон о полном исключении упоминаний об СССР из Конституции Украины 1978 года.
В интервью «Радио Свобода» в декабре 2011 года Кравчук заявил, что подписание беловежского соглашения являлось государственным переворотом, осуществлённым мирно.
Итальянский журналист и политолог Джульетто Кьеза в своей книге «Прощай, Россия!» высказывает мнение, что основным инициатором распада СССР был именно Кравчук. Сам бывший украинский лидер в 2016 году заявил, что украинский народ «явился могильщиком СССР».
На церемониальной сессии Верховной рады Украины 22 августа 1992 года в Киеве последний президент Украинской Народной Республики в изгнании Николай Плавьюк передал государственные регалии УНР первому президенту Украины Леониду Кравчуку. Также Плавьюк вручил грамоту о том, что независимая Украина, провозглашённая 24 августа 1991 года, является правопреемницей Украинской Народной Республики.
В 1992 году активно поддержал митрополита Филарета, которого много лет «курировал» в качестве руководящего идеологического работника ЦК КПУ, в его деятельности по созданию самопровозглашённой Украинской православной церкви Киевского патриархата.
26 февраля 1992 года в Хельсинки подписал Хельсинкский заключительный акт.
3 сентября 1993 года подписал Массандровские соглашения, которые касались дальнейшей судьбы размещённых на территории Украины ЧФ и ядерного оружия. После того согласился на досрочные выборы главы государства в июле 1994 года. В первом туре набрал наибольшее количество голосов среди других кандидатов, но во втором проиграл Леониду Кучме.
27 сентября 1993 года пал город Сухуми (война в Абхазии). Правительство Грузии немедленно обратилось к целому ряду стран за помощью, 7 октября 1993 года президент Грузии Эдуард Шеварднадзе позвонил Леониду Кравчуку и попросил помощи с эвакуацией 150 000 беженцев, на что украинский президент согласился помочь. 14 января 1994 года в Москве, вопреки ратифицированному Верховной радой 18 ноября 1993 г. Договору СТАРТ-1, которым предусматривалось постепенное сокращение стратегических ядерных вооружений, расположенных на территории Украины, самовольно принял решение подписать Трёхстороннее заявление президентов Украины, США и России относительно немедленного вывоза всего украинского ядерного оружия в Россию (которое уже завершилось 1 июня 1996 года), причём без каких-либо конкретных гарантий безопасности и документально зафиксированных финансовых компенсаций.

### После президентства

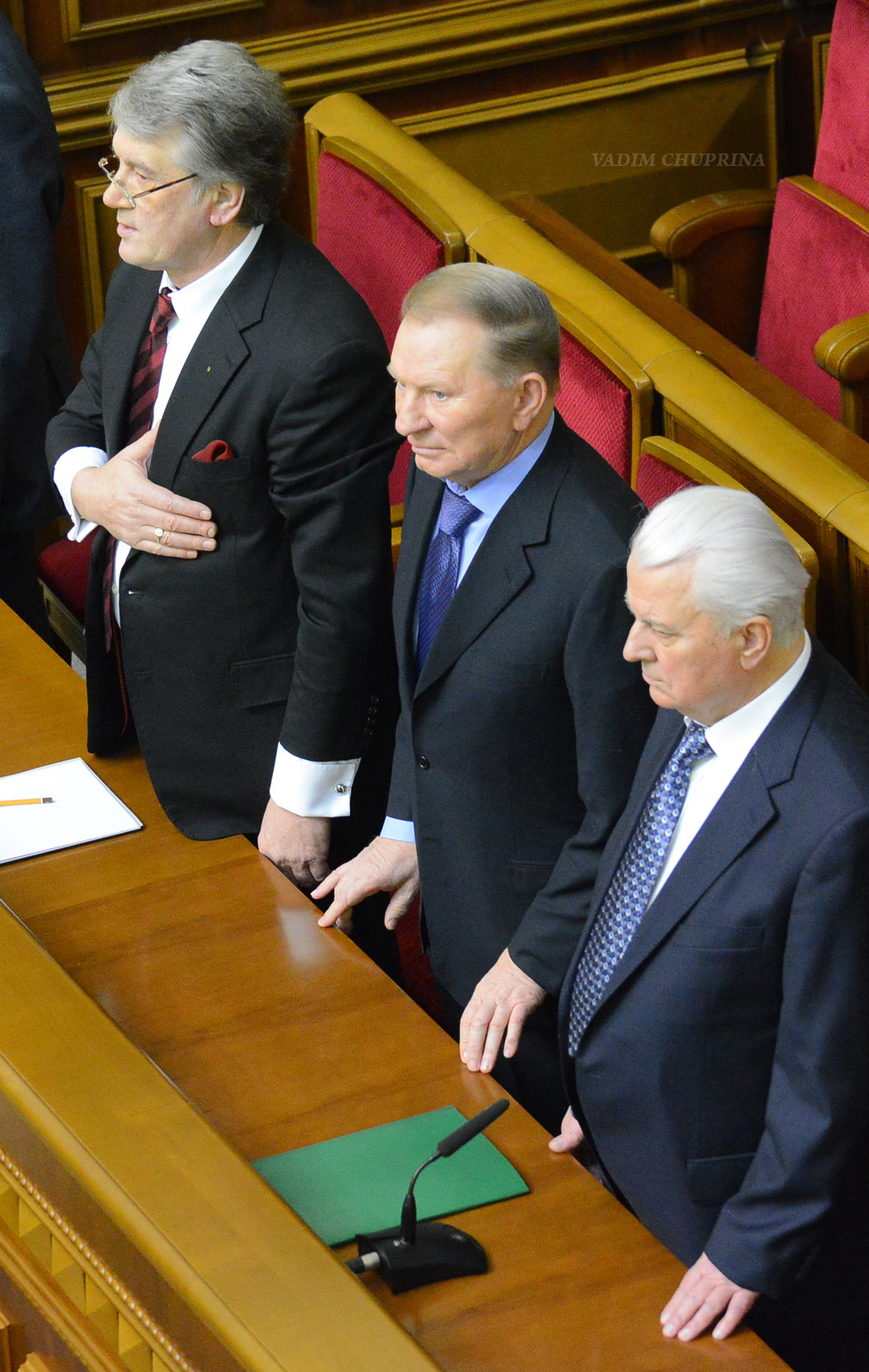
Бывшие Президенты Украины Виктор Ющенко, Леонид Кучма, Леонид Кравчук (слева направо). 28 января 2014 года, Верховная рада Украины

На досрочных президентских выборах 1994 года (на проведение которых он согласился под давлением массовых беспорядков лета 1993 года) во втором туре проиграл Леониду Кучме, набрав 45,1 % голосов.
В сентябре 1994 года избран депутатом Верховной рады Украины, член фракции «Социально-рыночный выбор», позже вошёл в депутатскую группу «Конституционный центр».
В 1998 году вновь избран депутатом Верховного совета Украины как лидер партийного списка Социал-демократической партии Украины (объединённой). С 1998 года — член СДПУ(о) и Политбюро СДПУ(о).
В 2002 году переизбран депутатом по списку СДПУ(о).
На парламентских выборах 2006 года СДПУ(о) не смогла преодолеть 3 % барьер.
26 апреля 2006 года Леонид Кравчук заявил о намерении «выйти из руководящих органов партии и заняться общественно-политической деятельностью в более свободном режиме», не будучи привязанным к одной партии.

### После событий 2014 года
В 2015 году Кравчук стал председателем общественной организации «Движение за Украину в НАТО». В 2016 году заявил, что украинский народ явился могильщиком СССР. В то же время в августе 2018 года в эфире телеканала «ZIK» Кравчук заявил, что разочаровался в украинском обществе за годы независимости страны, и критически отозвался как о гражданах, так и о политической элите.
С 28 июля 2020 по 21 февраля 2022 года — председатель контактной группы по урегулированию ситуации на Донбассе.

#### Болезнь и смерть
29 июня 2021 года Кравчук в киевской больнице перенёс операцию на сердце. После операции находился в реанимации и был подключён к аппарату искусственной вентиляции лёгких. С сентября проходил реабилитацию, которая, по словам родственников, была «довольно успешна».
После затяжной болезни сердечно-сосудистой системы скончался в возрасте 88 лет, вечером, 10 мая 2022 года в Мюнхене (Германия), всего на неделю пережив другого политика, подписавшего Беловежское соглашение, Станислава Шушкевича. Прощание с Кравчуком состоялось 17 мая в Украинском доме в Киеве. На церемонии прощания с первым президентом Украины были городской глава Киева Виталий Кличко, министр культуры Александр Ткаченко, бывший спикер Верховной рады Александр Мороз, предприниматели Григорий и Игорь Суркисы, министр обороны Алексей Резников, журналист Дмитрий Гордон, действующий Президент Украины Владимир Зеленский и первая леди Елена Зеленская, а также бывшие Президенты Украины Леонид Кучма, Виктор Ющенко, Пётр Порошенко.
Похоронен с воинскими почестями на Байковом кладбище.

## Семья
- Жена — Кравчук Антонина Михайловна (в дев. Мишура[53]) (род. 1935) — доцент экономического факультета Киевского национального университета имени Тараса Шевченко, поженились в 1957 году[18].
  - Сын — Александр Леонидович Кравчук[укр.] (род. 21 июля 1959) — предприниматель[54]. Невестка Елена Анатольевна Кравчук работает в Киевском национальном университете[55].
    - Внук — Андрей Александрович Кравчук (род. 1981)[18] — окончил Институт международных отношений при Киевском национальном университете[18], работает в рекламном агентстве, его жена Мария Викторовна Кравчук работает в бизнес-фирме[55][56].
      - Правнучка — Елена Андреевна Кравчук (род. 2005)[18][55].

    - Внучка — Мария Александровна Кравчук (род. 1988)[18] — окончила Институт международных отношений при Киевском национальном университете имени Т. Г. Шевченко[55].

## Книги
- 1978: Краткий экономический словарь пятилетки эффективности и качества (в соавторстве)
- 1982: Союз нерушимый: Справочник (в соавторстве)
- 1982: Экономический словарь одиннадцатой пятилетки (в соавторстве)
- 1985: В семье единой: Воспитание патриотов-интернационалистов средствами агитационно-оформительского искусства (под общей редакцией)
- 1986: Организация и методика атеистического воспитания (в соавторстве)
- 1989: Новый хозяйственный механизм (в соавторстве)
- 1989: Идеологическая работа. Опыт перестройки: На материале парторганизации республики (в соавторстве)
- 1992: Есть такое государство — Украина: Материалы из выступлений, интервью, пресс-конференций, брифингов, ответов на вопросы, [1991-1992] (укр. Є така держава — Україна)
- 1994: Последние дни империи… Первые годы надежды: [книга-интервью] (укр. Останні дні імперії... Перші дні надії)
- 2001: Государство и власть: Опыт административной реформы
- 2002: Имеем то, что имеем: Воспоминания и раздумья (укр. Маємо, те що маємо)
- 2010: Одна Украина, единый народ (укр. Одна Україна, єдиний народ)
- 2018: Первый о власти (укр. Перший про владу)[57]
- 2019: На перекрёстках украинской истории (укр. На перехрестях української історії)[58]

Написал более 500 статей.

## Награды и премии
- Звание Герой Украины с вручением ордена Государства (21 августа 2001 года) — за выдающийся личный вклад в становление и развитие независимого Украинского государства, многолетнюю активную политическую и общественную деятельность[59] .
- Орден Свободы (10 января 2014 года) — за выдающийся личный вклад в развитие Украинского государства, многолетнюю плодотворную общественно-политическую деятельность[60].
- Полный Кавалер Ордена князя Ярослава Мудрого: 
  - I степени (15 июля 2020 года) — за значительный личный вклад в дело создания государства, построение независимости Украинского государства, активную общественно-политическую деятельность и по случаю 30-летия провозглашения Декларации о государственном суверенитете Украины[61];
  - II степени (9 января 2007 года)  — за выдающуюся государственную и политическую деятельность во имя создания независимой Украины, весомый вклад в формирование и развитие украинского гражданского общества[62];
  - III степени (10 января 2004 года) — за выдающиеся личные заслуги в формировании и развитии независимого Украинского государства, многолетнюю плодотворную общественно-политическую деятельность и по случаю 70-летия со дня рождения[63];
  - IV степени (10 января 1999 года) — за выдающиеся личные заслуги перед Украинским государством в области государственного строительства, многолетнюю общественную деятельность[64];
  - V степени (21 августа 1996 года) — за значительный личный вклад в формирование и развитие суверенного демократического Украинского государства и по случаю пятой годовщины независимости Украины[65].
- Юбилейная медаль «25 лет независимости Украины» (19 августа 2016 года) — за значительные личные заслуги в становлении независимой Украины, утверждении её суверенитета и укреплении международного авторитета, весомый вклад в государственное строительство, социально-экономическое, культурно-образовательное развитие, активную общественно-политическую деятельность, добросовестное и безупречное служение Украинскому народу[66].
- Советские ордена: орден Октябрьской Революции и орден Трудового Красного Знамени (дважды).
- Почётная грамота Кабинета министров Украины (2004).
- Кавалер Большого креста ордена Святого Станислава (1999).
- Медаль «На славу Черновцов».
- Почётный доктор Киевского национального университета имени Тараса Шевченко[13].
- Лауреат премии «Celebrity Awards 2020» в номинации «Человек года»[67].

## Прочие факты
- По неоднократным утверждениям Леонида Макаровича, именно он, будучи студентом, подрабатывал натурщиком для скульптора, создававшего памятник Н. Щорсу в Киеве[68]. При этом в интервью изданию «Гордон» Леонид Кравчук подчеркнул, что ему безразлична судьба памятника[69]
- 28 ноября 1992 года в отделении связи выставки «Политики на почтовых марках», организованной Союзом украинских филателистов в Австрии, использовался специальный штемпель с портретом Леонида Кравчука. На штемпеле надпись на украинском и немецком языках «Президент Украины Леонид Кравчук». Почтовый штемпель с Кравчуком стал первым в Австрии штемпелем, на котором изображён портрет главы иностранного государства.

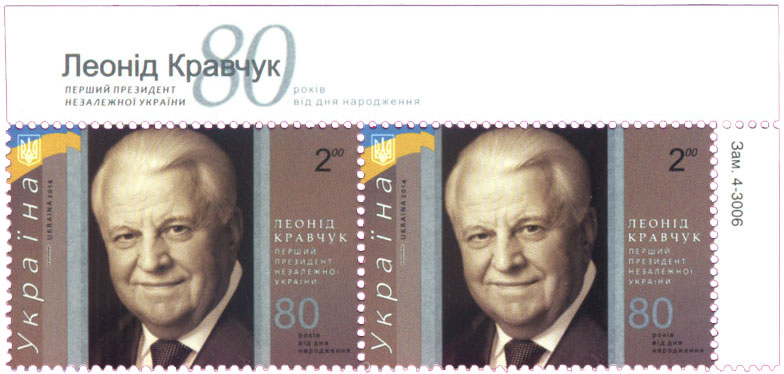
Почтовая марка

- Фамилия Кравчука была увековечена в народном названии кравчучки — ручной тележки для перевозки грузов. В период правления Кравчука использование кравчучек приобрело массовый характер.
- Увлекался шахматами, охотой, футболом[70][71].
- 31 января 2014 года почта Украины выпустила почтовую марку в честь восьмидесятилетия Кравчука[72] и на почтамте Киева состоялось специальное гашение.